# Гарбовский, Николай Константинович
Никола́й Константи́нович Гарбовский (род. 7 февраля 1946 года, Москва, РСФСР, СССР) — советский и российский учёный-педагог и переводчик. Доктор филологических наук (1989), профессор (1991), академик РАО (2021). Директор Высшей школы перевода (факультета) МГУ имени М. В. Ломоносова. Заслуженный деятель науки Российской Федерации (2024).

## Биография
Родился 7 февраля 1946 года в Москве.
С 1962 по 1965 годы работал чертёжником, кровельщиком, старшим пионервожатым.
В 1963 году окончил вечернюю школу рабочей молодёжи; в 1970 году — факультет западных языков Военного института иностранных языков по специальности «иностранные языки» с квалификацией «военный переводчик-референт по французскому языку и военный переводчик по румынскому языку».
После окончания института в 1970 году и до 1991 года служил в Советской Армии: переводчик в военной миссии в Алжире, в военных учебных заведениях СССР и зарубежных стран, преподаватель военного перевода военной кафедры МГУ. Совмещая военную службу с преподавательской и научной, получил учёную степень доктора наук и учёное звание профессора, в 1991 году завершил военную службу в звании полковника.
В 1982 году защитил кандидатскую диссертацию, тема: «Синтаксические особенности французских военных текстов».
В 1989 году защитил докторскую диссертацию, тема: «Профессиональная речь. Сопоставительно-стилистический аспект».
В 1991 году присвоено учёное звание профессора.
В 1991 году избран заведующим кафедрой французского языка для гуманитарных факультетов-профессором факультета иностранных языков МГУ, в 2000 году — назначен заместителем декана факультета иностранных языков МГУ по научной работе.
В марте 2005 года на основании решения Ученого Совета МГУ о создании нового факультета — Высшей школы перевода — назначен директором-организатором этого факультета.
В 2016 году избран членом-корреспондентом, в 2021 году — академиком РАО от Отделения образования и культуры.

## Научная деятельность
Специалист в области письменного и устного перевода в комбинации «русский язык — французский язык».
Основные публикации
Автор более 200 опубликованных научных, учебно-методических трудов, переводов научной и художественной литературы; ряд научных статей опубликован в журналах и монографиях зарубежных стран.
- Учебник «Теория перевода» (Гарбовский Н. К. Теория перевода: Учебник. — Изд-во Моск. ун-та Москва, 2004. — 544 с.) для студентов высших учебных заведений, впервые изданный в 2004 году в издательстве «Московский университет» и удостоенный звания лауреата конкурса «Книга года» 2004 г. Федерального агентства по печати и массовым коммуникациям в номинации «Учебник XXI века» выдержал ряд переизданий и переиздается до настоящего времени (Гарбовский Н. К. Теория перевода : учебник и практикум для вузов / — 3-е изд., испр. и доп. — Юрайт Москва, 2020. — 387 с.);
- В 2008 году издательством «Московский университет» был опубликован первый в России «Русско-французский словарь военных терминов», подготовленный Н. К. Гарбовским совместно с экспертами-лингвистами Московского университета и министерства обороны Франции (Гарбовский Н. К. Русско-французский словарь военных терминов. — Изд-во МГУ Москва, 2008. — 960 с.)
- В 2021 году вышла из печати научная монография, посвящённая проблематике истории перевода в истории цивилизаций (подготовленная в соавторстве с О. И. Костиковой (Гарбовский Н. К., Костикова О. И. История перевода: практика, технологии, теории (Очерки по истории перевода). — Изд. Дом Московский университет Москва, 2021. — 270 с.)

Научно-образовательная деятельность
- автор ряда лекционных курсов: «Перевод в цифровую эпоху: история и современные технологии»; «Общая теория перевода»; «Философские, социологические, культурологические и психологические аспекты перевода»; «Методология перевода»; «История перевода и переводческих учений», «Частная теория перевода (русский язык — французский язык)»; «Теория и методика художественного перевода», «Перевод кино-, видеоматериалов», «Стилистика французского языка», «Введение в языкознание», а также межфакультетских курсов МГУ «Перевод в глобальном мире» и «Художественный перевод (французский язык): теория, практика, критика»;
- приглашается для чтения лекций в российские и зарубежные университеты.

Под его руководством подготовлены 14 кандидатов и 2 докторов наук по специальностям «романские языки» и «сравнительно-историческое, типологическое и сопоставительное языкознание».
Членство в научных обществах
- Общество исследователей в области теории и практики перевода Société d'études des Pratiques et Théories en Traduction (SEPTET), Франция;
- Всемирная ассоциация преподавателей устного и письменного перевода World Interpreter and Translator Training Association (WITTA). С 2016 по 2019 год — вице-президент WITTA;
- Междисциплинарный центр научных исследований и подготовки кадров (Interdisciplinary center on Research and Training);
- Постоянный совет университетских институтов подготовки переводчиков (Conférence Internationale Permanente d’Instituts Universitaires de Traducteurs et Interprètes (CIUTI). С 2013 по 2018 год — вице-президент CIUTI;
- Член наблюдательного совета Института перевода (Россия)

Редакционная деятельность
- основатель и главный редактор журнала «Вестник Московского университета. Серия 22. Теория перевода» (2008 год), а также член редколлегии международных, зарубежных и российских научных журналов по проблематике межкультурной коммуникации, теории, истории и методологии перевода.

## Награды
- Заслуженный деятель науки Российской Федерации (2024)[1]
- Почётный работник высшего профессионального образования Российской Федерации (2016)
- Заслуженный профессор МГУ
- Ломоносовская премия за педагогическую деятельность (2004)[2]